# Lotus 88
Lotus 88 je Lotusov dirkalnik Formule 1, ki je bil v uporabi v sezoni 1981. Zasnovali so ga Colin Chapman, Peter Wright, Tony Rudd in Martin Ogilvie kot odgovor na spremembo tehničnih pravil FIE za sezono 1981, s katerimi je zmanjševala podtlak pod dirkalniki.
Do sezone 1981 so bili dirkalniki že zelo učinkoviti v ustvarjanju in izkoriščanju podtlaka pod dirkalnikom, zato so morali dirkači v ovinkih in med zaviranjem trpeti ogromne sile G. Zato je FIA prepovedala krila pritrjena na spodnji del šasije s tem, ko je prepisala najmanjši višino dirkalnika 60 mm. Brabham je prvi našel luknjo v pravilih z uporabo hidropnevmatičnega vzmetenja, ki je ob večjih hitrostih zniževal dirkalnik Brabham BT49. Toda sistem je imel stranki učinek, da so dirkači trpeli večje vibracije kot pri običajnem vzmetenju, ker je imel ta v prvi vrsti drugačno nalogo. Kljub temu pa so bila razlike v hitrosti tako velike, da so tudi ostala moštva, ki pa so imela težavo v izdelavi podobnega sistema, zato so nekatera uporabila preprosto stikalo za spuščanje dirkalnika, prevzela ta sistem. 
Zgodnji Lotus 86 je bil zasnovan še, ko so bila krila legalna, v isti razporeditvi kot Lotus 88, toda zgrajen je bil le en prototip. Razlika v hitrosti ni bila tako velika v primerjavi z običajnim dirkalnikom s podtlakom. Ko so bila krila prepovedana, je Wright preučeval hitrost dirkalnika brez njih, in ugotovil, da je razlika zanemarljiva, zato so naredili dirkalnik Lotus 88 na osnovi dirkalnika Lotus 86, toda z nekaj spremembami. Lotus 88 je uporabil odlično rešitev uporabe dveh šasij, ene v drugi. Notranja šasija je bila pritrjena na školjko in je bila neodvisno privita od zunanje, ki je bila narejena tako, da je prenesla velike sile, ki jih je povzročal podtlak. Zunanja šasija ni imela izrazitejših krilc in je bila v funkciji velikega sistema za ustvarjanje in izkoriščanje podtlaka, ki se je začel ob nosu dirkalnika in se raztezal do zadnje osi, s čimer je bil ustvarjeni podtlak ogromen. Dirkalnik je poganjal motor Ford Cosworth DFV. Dirkača Nigel Mansell in Elio De Angelis sta dirkalnik opisala kot odlično vodljiv in odziven. Dirkalnik je bil v veliki meri zgrajen iz karbonskih vlaken, s čimer je bil ob dirkalniku McLaren MP4/1 prvi dirkalnik Formule 1 zgrajen večinoma iz tega lahkega in trdnega materiala. 
Ostala moštva so bila ogorčena nad takim izkoriščanjem pravil in protestirala pri FII, da dvojna šasija krši pravilo, ki prepoveduje premikanje aerodinamičnih komponent. FIA je sprejela proteste in dirkalnik prepovedala. Chapman je bil prepričan, da je bil dirkalnik legalen in spodbijal odločitev ostalih moštev in FIE ob več priložnostih, toda odločitev je obveljala. Chapman je bil primoran nadgraditi dve šasiji Lotusa 87 kot nadomestka za prepovedanega Lotusa 88, ki ostaja eden najzanimivejših dirkalnikov v zgodovini Formule 1. Nekatere aerodinamične rešitve so bile uporabljene tudi za dirkalnik Lotus 91 za sezono 1982.